# Rotkaninchen (Art)
Das Rotkaninchen (Pronolagus rupestris) ist eine Art der afrikanischen Rotkaninchen innerhalb der Hasenartigen. Sein Verbreitungsgebiet ist auf den Süden Afrikas beschränkt, wo es in zwei voneinander getrennten Gebieten vorkommt. Wie verwandte Arten ernährt es sich vor allem von jungen Gräsern.

## Merkmale
Das Rotkaninchen ist eine mittelgroße Art der Hasen. Die Körperlänge beträgt 38 bis 54 Zentimeter und der Schwanz ist 5,0 bis 11,5 Zentimeter lang. Die Ohren haben eine Länge von 8 bis 11 Zentimetern und die Hinterfüße von 8,5 bis 10 Zentimetern. Das Körpergewicht liegt bei 1,4 bis 2,1 Kilogramm.
Das Fell ist wollig und dicht mit rötlichem Unterton. Die Rückenfärbung ist braungrau, wobei sie im vorderen Bereich rotbraun und im hinteren Rumpfbereich hell rotbraun ist. Die Körperseiten sind blasser braun, die Bauchseite ist hell bis weißlich rotbraun. Der Kopf und die Ohren sind gräulich-braun, die Wangen sind grau-weiß. Auf der Kehle befindet sich ein brauner Fleck und der Nackenfleck ist rotbraun. Die Vorderbeine sind hell rotbraun, die Hinterbeine blass rotbraun gefärbt. Der Schwanz ist schwarz bis dunkel rotbraun.
Die Arten der Rotkaninchen unterscheiden sich nur gering voneinander. Kennzeichnend gegenüber anderen Hasen in Afrika sind die rotbraune bis braune Färbung, die auch den Schwanz mit einschließt, sowie die vergleichsweise kurzen Ohren der Tiere.
Die Schädellänge beträgt 75,2 bis 83,5 Millimeter. Der Karyotyp besteht aus einem diploiden Chromosomensatz von 2n = 42 Chromosomen.

## Verbreitung

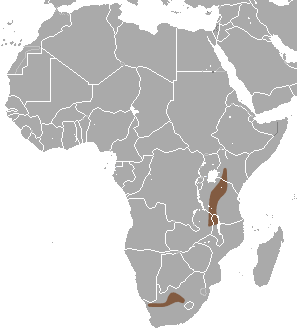
Verbreitungsgebiet des Rotkaninchens

Das Verbreitungsgebiet des Rotkaninchens besteht aus zwei voneinander getrennten Gebieten und damit Populationen im Süden des afrikanischen Kontinents, die durch ein Gebiet ohne die Art von etwa 1200 Kilometer voneinander getrennt sind. Das südlichere umfasst Teile von Südafrika und reicht bis Lesotho, das nördlichere vom südwestlichen Kenia bis in das zentrale Tansania, das östliche Sambia und Malawi.

## Lebensweise
Das Rotkaninchen kommt in steinigen und felsigen Gebieten mit strauchiger Vegetation oder Grasflächen in Berg- und Gebirgsregionen vor, unter anderem in den für das südliche Afrika typischen Kopjes. Dabei stellen Felsspalten und -überhänge einen zentralen Bestandteil der Lebensräume dar. Wie alle Rotkaninchen ist es vorwiegend nachtaktiv und ruht tagsüber in Felshöhlen.
Die Tiere erzeugen ein umfangreiches Spektrum an Tönen zur Kommunikation. Bei Gefahr rufen sie mit einem lauten „tu … tu“, bei einfachen Störungen grunzen sie leicht. Wenn die Jungtiere in Bedrängnis sind, etwa wenn sie unter einem Stein festhängen, rufen sie schnurrend nach der Mutter. Die Tiere hinterlassen zudem scheibenförmige Kotpillen in gemeinsamen Latrinen, die wahrscheinlich auch eine soziale Funktion haben.

### Ernährung
Das Rotkaninchen ernährt sich vorwiegend von jungen, sprießenden Gräsern in der Nähe von Steinflächen oder zwischen den Felsen. Bei Kotuntersuchungen in Kenia wurde das Gras Ischaemum afrum neben geringen Anteilen weiterer Gräser und Kräuter als Hauptnahrungsquelle für die Region identifiziert. Die Tiere meiden dicht bewachsene Bereiche und abgestorbene Pflanzen.

### Fortpflanzung
Während der Paarungszeit verpaaren sich die Weibchen teilweise mit mehreren Männchen, die Hauptpaarungszeit der Tiere liegt dabei wahrscheinlich im südafrikanischen Frühjahr bis Sommer, also etwa vom September bis Februar. Dabei gebiert ein Weibchen drei bis vier Würfe pro Jahr.
Die trächtigen Weibchen legen Nester in Vertiefungen am Boden an, die sie mit Fell und Pflanzenmaterial ausstatten. Nach einer Tragzeit von 35 bis 45 Tagen gebären sie ein, seltener zwei, Jungtiere. Diese wiegen 40 bis 50 Gramm und sind nur leicht behaart, sie werden mit geschlossenen Augen und Ohren geboren. Nach neun bis elf Tagen öffnen die Jungtiere die Augen. Laktierende Weibchen konnten im Juni, Juli und August dokumentiert werden.

### Prädatoren
Als Prädatoren für alle Wollschwanzhasen gelten verschiedene Greifvögel wie der Klippenadler (Aquila verreauxii) oder der Kapuhu (Bubo capensis) sowie Raubtiere wie der Leopard (Panthera pardus).

## Systematik
Das Rotkaninchen wird als eigenständige Art den Rotkaninchen (Gattung Pronolagus) zugeordnet. Die wissenschaftliche Erstbeschreibung stammt von Andrew Smith im Jahr 1834, der die Art als Lepus rupestris aus Südafrika beschrieb. R.S. Hoffman und Andrew T. Smith schränkten das Fundgebiet auf „wahrscheinlich Vanrhynsdorp in der Provinz Westkap“ ein. Teilweise wurde das Rotkaninchen als Unterart dem Natal-Wollschwanzhasen (P. crassicaudatus) zugeordnet. Zeitweise wurde der Hewitt-Wollschwanzhase (Pronolagus saundersiae) als Unterart des Rotkaninchens eingeordnet, gilt heute jedoch als eigenständige Art.
Die disjunkte Verbreitung der Art in eine westliche und eine östliche Population, zwischen denen kein Genfluss stattfindet, bedarf einer Klärung bezüglich des Status beider Populationen. Innerhalb der Art gibt es kaum genetische Variation zwischen den Populationen und die Unterteilung in Unterarten erfolgt vor allem auf der Basis von äußeren Merkmalen, die evtl. auf ökologische Merkmalsvariationen (Kline) zurückzuführen sind. Innerhalb der Art werden mit der Nominatform vier Unterarten unterschieden:
- P. rupestris rupestris A. Smith, 1834: Nominatform. Im Norden und Nordwesten von Südafrika in den Provinzen Nordkap und Nordwest und (als Einzelfund) im Süden von Namibia.
- P. rupestris curryi Thomas, 1902: Im Norden von Südafrika in der Provinz Freistaat.
- P. rupestris nyikae Thomas, 1902: Im Osten von Sambia und im Westen von Malawi.
- P. rupestris vallicola Kershaw, 1924: Im Südwesten von Kenia und im zentralen Tansania.

Als weitere valide Unterarten wurden in der Vergangenheit Pronolagus rupestris fritzsimonsi, Pronolagus rupestris melanurus und Pronolagus rupestris muelleri betrachtet und es wurden zahlreiche weitere Unterarten beschrieben, die mit den oben dargestellten synonymisiert wurden. Nach Smith et al. 2018 werden allerdings aufgrund der Ergebnisse molekularbiologischer Studien, die kaum Unterschiede aufzeigen konnten, keine Unterarten mehr anerkannt.

## Gefährdung und Schutz
Das Rotkaninchen wird von der International Union for Conservation of Nature and Natural Resources (IUCN) als nicht gefährdet (least concern) eingestuft. Aktuelle Schätzungen gehen von einer Populationsgröße von mehr als 10.000 Tieren in Südafrika aus, der Bestandsrückgang für Südafrika wird auf etwa 10 % bis 2022 geschätzt.
Aufgrund der begrenzten, natürlichen Verfügbarkeit des von den Tieren bevorzugten Habitats kommt es in ihrem Verbreitungsgebiet bereits zu einer starken Fragmentation der Populationen. Eine weitere Veränderung des Habitats erfolgte durch die zunehmende Besiedelung der Lebensräume. Auf diese Weise gingen die Lebensräume seit 1900 um etwa 20 % zurück, Prognosen gehen von einem weiteren Lebensraumverlust von etwa 20 % bis 2022 aus. Das Rotkaninchen ist zudem eine beliebte Jagdbeute – sowohl für den Jagdsport, als auch für die Nahrungsversorgung.

## Belege
1. 1 2 3 4 5 6 7 8 9  Smith’s Red Rock Hare. In: S.C. Schai-Braun, K. Hackländer: Family Leporidae (Hares and Rabbits). In: Don E. Wilson, T.E. Lacher, Jr., Russell A. Mittermeier (Herausgeber): Handbook of the Mammals of the World: Lagomorphs and Rodents 1. (HMW, Band 6) Lynx Edicions, Barcelona 2016; S. 110. ISBN 978-84-941892-3-4.
2. 1 2 3  A.G. Duthie, T.J. Robinson: The African Rabbits. In: Joseph A. Chapman, John E. C. Flux (Hrsg.): Rabbits, Hares and Pikas. Status Survey and Conservation Action Plan. (Memento vom 14. Januar 2009 im Internet Archive). (PDF; 11,3 MB). International Union for Conservation of Nature and Natural Resources (IUCN), Gland 1990; S. 124–127. ISBN 2-8317-0019-1.
3. 1 2 3 4 5 6  Charlotte H. Johnston: Pronolagus randensis Jameson, 1907, Jameson’s Red Rock Hare. In: Andrew T. Smith, Charlotte H. Johnston, Paulo C. Alves, Klaus Hackländer: Lagomorphs: Pikas, Rabbits, and Hares of the World. Johns Hopkins University Press, Baltimore 2018; S. 110–111. ISBN 978-1-42142340-1.
4. 1 2 3 4 5  Pronolagus rupestris in der Roten Liste gefährdeter Arten der IUCN 2011. Eingestellt von: A.T. Smith, A.F. Boyer, 2008. Abgerufen am 8. Juli 2012.
5. 1 2 3  Don E. Wilson & DeeAnn M. Reeder (Hrsg.): Pronolagus randensis in Mammal Species of the World. A Taxonomic and Geographic Reference (3rd ed).
6. ↑  Conrad A. Mathee, Terence J. Robinson: Mitochondrial DNA differentiation among geographical populations of Pronolagus rupestris, Smith’s red rock rabbit (Mammalia: Lagomorpha). Heredity 76, 1996; S. 514–523 (Volltext).